# چارامادی
چارامادی (به لاتین: Charamaddi) یک روستا در بنگلادش است که در استان باریسال و در ناحیه باریسال واقع شده است.